# درخت گوشواره
درخت گوشواره  (نام علمی: Trochetia boutoniana) نام یک درختچه از گونه‌های تیرهٔ پنیرکیان است. ارتفاع آن به حداکثر ۳ متر می‌رسد. گلبرگ‌های آن ۶–۵ سانتیمتر طول دارند و گل آن شبیه به زنگوله است.
درخت گوشواره از سال ۱۹۹۲ میلادی گل ملی کشور موریس انتخاب شده‌است و تصویر آن در تمبرهای این کشور دیده می‌شود. نام علمی این گل از گیاه‌شناس فرانسوی لوئی بوتون Louis Bouton گرفته شده‌است.